# Deens voetbalelftal in 1999
Het Deens voetbalelftal speelde elf officiële interlands in het jaar 1999, waaronder zeven duels in de kwalificatiereeks voor het EK voetbal 2000 in België en Nederland. De ploeg stond onder leiding van de Zweedse bondscoach Bo Johansson en wist zich te kwalificeren voor de EK-eindronde door Israël in de play-offs met overtuigende cijfers te verslaan (0-5 en 3-0).

## Balans
| Wedstrijden | Wedstrijden | Wedstrijden | Wedstrijden | Doelpunten | Doelpunten | Doelpunten | Punten |
| Gespeeld    | Winst       | Gelijk      | Verlies     | Voor       | Tegen      | Saldo      | Punten |
| ----------- | ----------- | ----------- | ----------- | ---------- | ---------- | ---------- | ------ |
| 11          | 7           | 3           | 1           | 19         | 6          | +13        | 1.545  |

## Interlands
|                                                        |         |               |            |                                                                                  |
| 10 februari Vriendschappelijk № 628 «onderlinge duels» | Kroatië | 0 – 1         | Denemarken | Poljud Stadion, Split Toeschouwers: 7.000 Scheidsrechter: Gilles Veissière (FRA) |
| 10 februari Vriendschappelijk № 628 «onderlinge duels» |         | 44' Ebbe Sand |            | Poljud Stadion, Split Toeschouwers: 7.000 Scheidsrechter: Gilles Veissière (FRA) |

|                                                   |               |       |                                      |                                                                                   |
| 27 maart EK-kwalificatie № 629 «onderlinge duels» | Denemarken    | 1 – 2 | Italië                               | Parken, Kopenhagen Toeschouwers: 41.429 Scheidsrechter: Antonio López Nieto (ESP) |
| 27 maart EK-kwalificatie № 629 «onderlinge duels» | Ebbe Sand 56' |       | 1' Filippo Inzaghi 86' Antonio Conte | Parken, Kopenhagen Toeschouwers: 41.429 Scheidsrechter: Antonio López Nieto (ESP) |

|                                                     |               |       |                  |                                                                            |
| 28 april Vriendschappelijk № 630 «onderlinge duels» | Denemarken    | 1 – 1 | Zuid-Afrika      | Parken, Kopenhagen Toeschouwers: 17.592 Scheidsrechter: René Temmink (NED) |
| 28 april Vriendschappelijk № 630 «onderlinge duels» | Ebbe Sand 41' |       | 72' John Moshoeu | Parken, Kopenhagen Toeschouwers: 17.592 Scheidsrechter: René Temmink (NED) |

|                                                 |                 |       |             |                                                                               |
| 5 juni EK-kwalificatie № 631 «onderlinge duels» | Denemarken      | 1 – 0 | Wit-Rusland | Parken, Kopenhagen Toeschouwers: 24.876 Scheidsrechter: Lucílio Batista (POR) |
| 5 juni EK-kwalificatie № 631 «onderlinge duels» | Jan Heintze 22' |       |             | Parken, Kopenhagen Toeschouwers: 24.876 Scheidsrechter: Lucílio Batista (POR) |

|                                                 |       |                                               |            |                                                                                  |
| 9 juni EK-kwalificatie № 632 «onderlinge duels» | Wales | 0 – 2                                         | Denemarken | Anfield Road, Liverpool Toeschouwers: 11.000 Scheidsrechter: Armand Ancion (BEL) |
| 9 juni EK-kwalificatie № 632 «onderlinge duels» |       | 84' Jon Dahl Tomasson 89' (pen.) Stig Tøfting |            | Anfield Road, Liverpool Toeschouwers: 11.000 Scheidsrechter: Armand Ancion (BEL) |

|                                                        |            |       |           |                                                                             |
| 18 augustus Vriendschappelijk № 633 «onderlinge duels» | Denemarken | 0 – 0 | Nederland | Parken, Kopenhagen Toeschouwers: 17.234 Scheidsrechter: Morgan Norman (SWE) |
| 18 augustus Vriendschappelijk № 633 «onderlinge duels» |            |       |           | Parken, Kopenhagen Toeschouwers: 17.234 Scheidsrechter: Morgan Norman (SWE) |

|                                                      |                                         |       |                        |                                                                              |
| 4 september EK-kwalificatie № 634 «onderlinge duels» | Denemarken                              | 2 – 1 | Zwitserland            | Parken, Kopenhagen Toeschouwers: 41.667 Scheidsrechter: Ryszard Wójcik (POL) |
| 4 september EK-kwalificatie № 634 «onderlinge duels» | Allan Nielsen 54' Jon Dahl Tomasson 81' |       | 79' Kubilay Türkyilmaz | Parken, Kopenhagen Toeschouwers: 41.667 Scheidsrechter: Ryszard Wójcik (POL) |

|                                                      |                                     |       |                                                                        |                                                                              |
| 8 september EK-kwalificatie № 635 «onderlinge duels» | Italië                              | 2 – 3 | Denemarken                                                             | Stadio San Paolo, Napels Toeschouwers: 46.919 Scheidsrechter: Dick Jol (NED) |
| 8 september EK-kwalificatie № 635 «onderlinge duels» | Diego Fuser 10' Christian Vieri 39' |       | 40' (pen.) Martin Jørgensen 57' Morten Wieghorst 63' Jon Dahl Tomasson | Stadio San Paolo, Napels Toeschouwers: 46.919 Scheidsrechter: Dick Jol (NED) |

|                                                       |            |       |      |                                                                            |
| 10 oktober Vriendschappelijk № 636 «onderlinge duels» | Denemarken | 0 – 0 | Iran | Parken, Kopenhagen Toeschouwers: 13.131 Scheidsrechter: Eric Blareau (BEL) |
| 10 oktober Vriendschappelijk № 636 «onderlinge duels» |            |       |      | Parken, Kopenhagen Toeschouwers: 13.131 Scheidsrechter: Eric Blareau (BEL) |

|                                                                |        | |            |                                                                                       |
| 13 november EK-kwalificatie Play-offs № 637 «onderlinge duels» | Israël | 0 – 5 | Denemarken | Ramat Gan Stadion, Ramat Gan Toeschouwers: 42.000 Scheidsrechter: David Elleray (ENG) |
| 13 november EK-kwalificatie Play-offs № 637 «onderlinge duels» |        | 2' Jon Dahl Tomasson 34' Jon Dahl Tomasson 67' Stig Tøfting 68' Martin Jørgensen 73' Brian Steen Nielsen |            | Ramat Gan Stadion, Ramat Gan Toeschouwers: 42.000 Scheidsrechter: David Elleray (ENG) |

|                                                                |                                                            |       |        |                                                                                  |
| 17 november EK-kwalificatie Play-offs № 638 «onderlinge duels» | Denemarken                                                 | 3 – 0 | Israël | Parken, Kopenhagen Toeschouwers: 41.186 Scheidsrechter: Vítor Melo Pereira (POR) |
| 17 november EK-kwalificatie Play-offs № 638 «onderlinge duels» | Ebbe Sand 4' Brian Steen Nielsen 14' Jon Dahl Tomasson 64' |       |        | Parken, Kopenhagen Toeschouwers: 41.186 Scheidsrechter: Vítor Melo Pereira (POR) |

## FIFA-wereldranglijst
| JAN | FEB | MAR | APR | MEI | JUN | JUL | AUG | SEP | OKT | NOV | DEC |
| --- | --- | --- | --- | --- | --- | --- | --- | --- | --- | --- | --- |
| 15  | 15  | 15  | 17  | 18  | 17  | 17  | 17  | 16  | 17  | 14  | 11  |

## Statistieken
| Peter Schmeichel    | 1963-11-18 | Sporting Lissabon    | 11 | 0 | 0 | 118 | 0 |
| Thomas Sørensen     | 1976-06-12 | Sunderland AFC       | 0  | 1 | 0 |     |   |
| Verdediging         |            |                      |    |   |   |     |   |
| Jan Heintze         | 1963-08-17 | PSV Eindhoven        | 11 | 0 | 1 |     |   |
| René Henriksen      | 1969-08-27 | Panathinaikos        | 11 | 0 | 0 |     |   |
| Jes Høgh            | 1966-05-07 | Chelsea              | 10 | 0 | 0 |     |   |
| Thomas Helveg       | 1971-06-24 | AC Milan             | 9  | 0 | 0 |     |   |
| Søren Colding       | 1972-09-02 | Brøndby IF           | 7  | 2 | 0 |     |   |
| Claus Thomsen       | 1970-05-31 | VfL Wolfsburg        | 2  | 0 | 0 | 20  | 0 |
| Michael Schjønberg  | 1967-01-19 | FC Kaiserslautern    | 0  | 6 | 0 |     |   |
| Jacob Laursen       | 1971-10-06 | Derby County         | 0  | 2 | 0 | 25  | 0 |
| Middenveld          |            |                      |    |   |   |     |   |
| Martin Jørgensen    | 1975-10-06 | Udinese              | 10 | 0 | 2 |     |   |
| Stig Tøfting        | 1969-08-14 | Aarhus GF            | 8  | 2 | 2 |     |   |
| Allan Nielsen       | 1971-03-13 | Wolverhampton W.     | 7  | 0 | 1 |     |   |
| Bjarne Goldbæk      | 1968-10-06 | Fulham               | 6  | 3 | 0 |     |   |
| Brian Steen Nielsen | 1968-12-28 | AB Kopenhagen        | 2  | 4 | 2 |     |   |
| Thomas Gravesen     | 1976-03-11 | Hamburger SV         | 1  | 1 | 0 |     |   |
| Morten Wieghorst    | 1971-02-25 | Celtic               | 0  | 4 | 1 |     |   |
| Per Frandsen        | 1970-02-06 | Blackburn Rovers     | 0  | 2 | 0 |     |   |
| Carsten Fredgaard   | 1976-05-20 | West Bromwich Albion | 0  | 1 | 0 |     |   |
| Aanval              |            |                      |    |   |   |     |   |
| Ebbe Sand           | 1972-07-19 | Schalke 04           | 11 | 0 | 4 | 21  | 5 |
| Jon Dahl Tomasson   | 1976-08-29 | Feyenoord            | 7  | 1 | 6 |     |   |
| Jesper Grønkjær     | 1977-08-12 | Ajax Amsterdam       | 6  | 0 | 0 |     |   |
| Miklos Molnar       | 1970-04-10 | Sevilla FC           | 2  | 3 | 0 |     |   |
| Søren Andersen      | 1970-01-31 | Odense BK            | 0  | 2 | 0 |     |   |
| Søren Frederiksen   | 1972-01-27 | Aalborg BK           | 0  | 2 | 0 |     |   |
| Peter Møller        | 1972-03-23 | Brøndby IF           | 0  | 1 | 0 |     |   |